# Jigme Khesar Namgyel Wangchuck
Jigme Khesar Namgyel Wangchuk (dzongkha: འཇིགས་མེད་གེ་སར་རྣམ་རྒྱལ་དབང་ཕྱུག་), född 21 februari 1980 i Kathmandu, Nepal, är kungariket Bhutans femte och nuvarande Druk Gyalpo eller "drak-konung". Han är son till den tidigare kungen Jigme Singye Wangchuck, och var kronprins fram till att hans far abdikerade till förmån för sonen den 15 december 2006. Hans kröning hölls den 1 november 2008, ett gynnsamt år som markerade hundra år av monarki i Bhutan. Hans födelsedag är en bhutanesisk nationell högtid. Som konung har han makten att benåda fångar, men benådar endast de som har begått lättare brott.

## Tidigt liv
Namgyal är den äldsta av Jigme Singye Wangchucks söner, och hans fars tredje fru, prinsessan Ashi Tshering Yangdon. Han har en yngre vuxen syster och bror samt fyra halvsystrar och tre halvbröder genom sin fars tre andra fruar (alla av den tidigare kungens fruar är systrar). 

### Utbildning
Efter avklarade grundstudier i Bhutan studerade Namgyel på Cushing Academy och Wheaton College i Massachusetts, USA, innan han tog examen från Magdalen College, Oxford University i Storbritannien.

## Representationsuppdrag som prins
År 2004 nominerades Namgyal till guvernör av historiska provinsen Trongsa som också brukar indikera status som kronprins.
Som kronprins har Namgyal bl.a. representerat Bhutan på thailändska kungens 60-årsjubileum år 2006.

## Som kung
I december 2005 meddelade kungen Jigme Singye Wangchuck om sin plan att abdikera år 2008. Kronprins Namgyal tog över några statschefens ansvar genast efter detta. Den nya kungen kröntes den 6 november 2008 som rekommenderades av hovets astrologer som ansåg att just detta datum skulle vara särskilt gynnsamt för det historiska evenemanget. På plats var bl.a. Indiens president Pratibha Patil.
Sedan 2024 har det varit obligatoriskt för alla bhutanesiska medborgare som är över 18 år gamla att delta i gyalsung som liknar på värnplikt eller civiltjänst. Syftet med nationaltjänsten är att erbjuda bl.a. grundläggande militärträning och livskunskaper till dem unga. Gyalsung tar tre månader, och börjades av kungens ledning.

## Äktenskap och barn
Den 13 oktober 2011 gifte Namgyel sig med Jetsun Pema. Kungliga bröllopets televisering var Bhutans rundradiobolags största dittillsvarande projekt. I februari 2016, föddes parets första barn, kronprins Jigme Namgyel Wangchuck. Den 19 mars 2020 föddes parets andra son, prins Jigme Ugyen Wangchuck.

## Utmärkelser
- storkors av Drottning Sālote Tupou III:s orden (Tonga, 2010)[14]